# 彼方
『彼方』（かなた、Là-Bas）は、フランスの作家、J・K・ユイスマンスによる長編小説。
日本語版は田辺貞之助訳によるもの（創元推理文庫、改版2002年）が刊行されている。

## テーマ
作品のテーマは、現代フランスのサタニズム（悪魔主義）。最初『エコー・ド・パリ』紙に連載された。第1回は1891年2月15日号で、多くが保守的な『エコー・ド・パリ』購読者はそのテーマに衝撃を受け、編集部に連載を中止するよう抗議した。だが連載は続けられ、同年4月には「Tresse et Stock」から1冊の本として発売された。しかしこの時もフランスの鉄道駅は本の販売を拒んだ。
なお主人公のデュルタルは、引き続きユイスマンスの小説『大伽藍』『献身者』でも主役を務めている。

## あらすじ
小説家のデュルタルは空虚で品性のない現代世界に厭いている。中世の研究をすることに心の救いを求めるが、ある時、15世紀の悪名高き幼児虐殺魔ジル・ド・レイのことを知り、サタニズムについて調べ出す。そしてパリで、サタニズムはけっして過去の遺物ではなく、現代フランスにも生き続けていることを知る。そして、愛人シャントルーヴ夫人の案内で、デュルタルは遂に黒ミサに列する。

## 翻案
ノーマン・メイラーが本作に基づいてレーゼシナリオ『黒ミサ（原題：Trial of the warlock）』を書き、野島秀勝により翻訳され1977年に集英社から刊行された。